# Pandurii Târgu Jiu
Clubul Sportiv Pandurii Lignitul Târgu Jiu, cunoscut sub numele de Pandurii Târgu Jiu, sau pe scurt Pandurii, a fost un club de fotbal profesionist din Târgu Jiu, România, care a evoluat timp de 12 sezoane în prima ligă de fotbal a României.
A fost fondat în 1962 și a promovat pentru prima dată în Liga I în 2005. Cele mai bune performanțe ale echipei sunt clasarea pe locul 2 la sfârșitul sezonului 2012-13 de Liga I, și jucarea unei finale a Cupei Ligii în 2015. Gorjenii s-au calificat pentru prima dată într-o competiție europeană în sezonul 2013-2014, atunci când au ajuns în faza grupelor UEFA Europa League, acumulând două puncte. La sfârșitul sezonului 2016-2017 al Ligii I, echipa a retrogradat din primul eșalon, iar în vara anului 2022 s-a retras din campionatul Ligii a III-a din cauza problemelor financiare.
Culorile pandurilor au fost alb și albastru, ei disputându-și meciurile de pe teren propriu pe Tudor Vladimirescu, care are o capacitate de 12.518 locuri.

## Istoria
Prima echipă de fotbal a orașului Târgu Jiu a fost Gorjul Târgu Jiu care a participat în sezonul 1946-1947 al Diviziei C. În paralel există și formația Flacăra Târgu Jiu care a evoluat la finalul anilor 1950 tot în Divizia C. Poate această stare de fapt ar mai fi continuat mult și bine dacă nu s-ar fi ivit un grup de tineri entuziaști, dornici ca prin fotbal să scoată orașul din anonimat. Unul dintre ei era Constantin Geolgău, antrenorul, impiegat de mișcare la Gara CFR Târgu Jiu, care jucase fotbal de performanță la cunoscutele divizionare Vagonul Arad și Astra Arad, jucătorii erau proaspăt absolvenți de facultate, cu reale calități de profesioniști în meseria lor. Printre ei s-au aflat Sașa Ciubotenco, Sandu Vilău, Mitică Condescu, Mișu Vâlceanu, Bodola, Cornel Pacoste – viitorul prim-viceprim-ministru al României, Lucaci, Nelu Sandu, D. Rustoiu, Mișu Blaj, N. Boboc, Constantin Cernăianu – marele antrenor al Universității Craiova de mai apoi și al echipei naționale sau Grigore Șerbănescu, binecunoscutul doctor «Griguț» de mai târziu al gorjenilor.

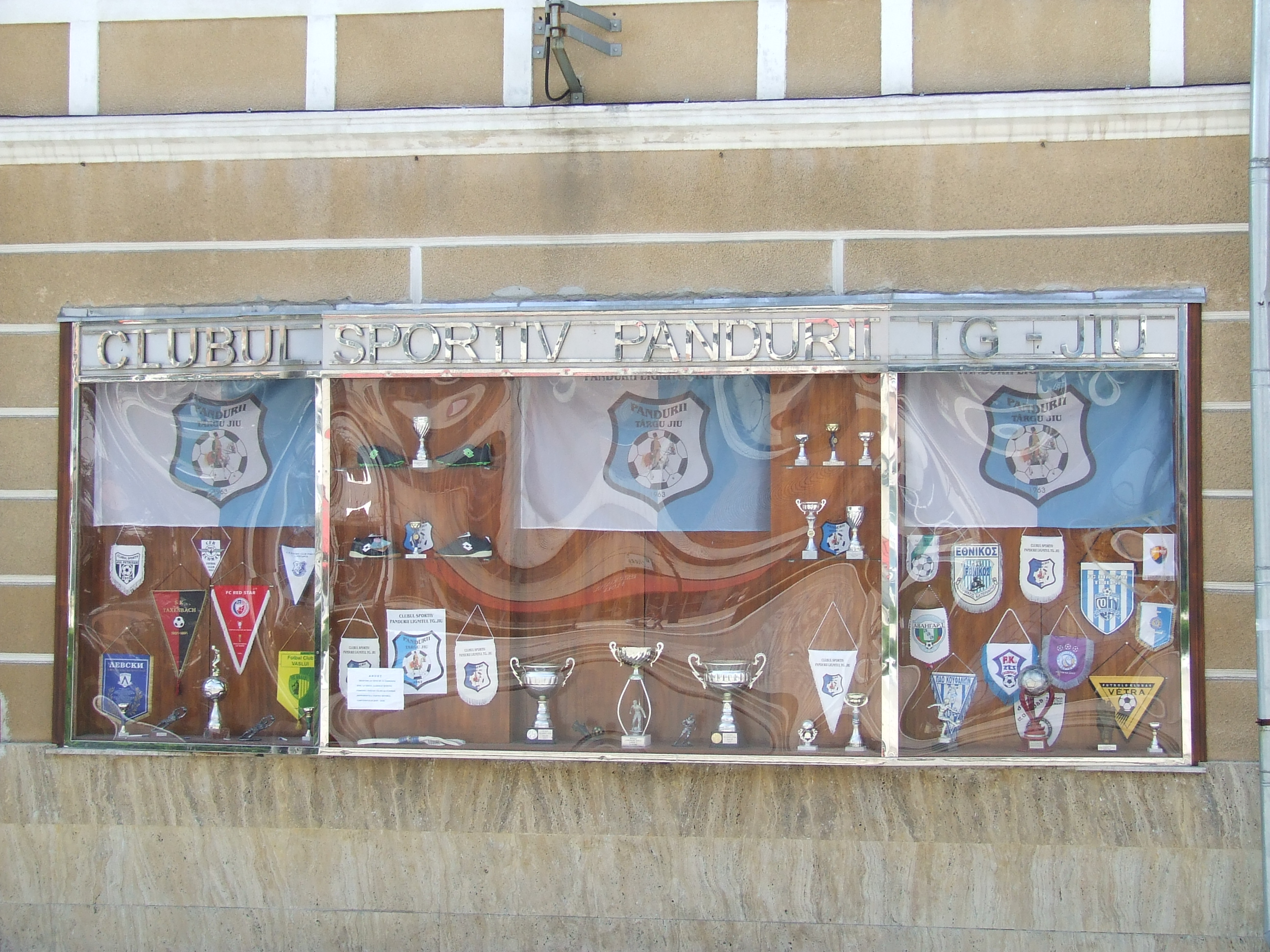
Pandurii Târgu-Jiu - Panou cupe în aprilie 2006

Pe lângă Flacăra, emblema fotbalistică a Târgu Jiului de atunci, divizionară C între anii 1957-1959, ia ființă în scurtă vreme Flamura Târgu Jiu, având ca vedete pe Urban, Ciort, Găvan, și Sănătatea Târgu Jiu, echipe ce reprezentau Fabrica de Confecții și Sectorul Sanitar al Gorjului.

### «CIL» Târgu Jiu, o nouă provocare pentru Geolgău
Anii s-au scurs unul după altul, iar marea performanță, respectiv promovarea unei echipe în categoria «B» - pe atunci, între anii 1959-1963, nu există divizia «C» - nu s-a produs așa cum se așteptau nenumărații suporteri ai celor trei echipe amintite mai înainte. De aceea, maestrul Geolgău, devenit între timp antrenor de categoria întâi ca șef de promoție, n-a stat prea mult pe gânduri și a format în 1960 CIL Târgu Jiu, o echipă nouă, reprezentând marele Combinat de Prelucrare a Lemnului Târgu Jiu. Printre componenții de atunci s-au numărat Grama, gorjean venit de la Dacia Orăștie, Simos, Chițu, de la Turnu-Măgurele, Niculescu, Drăgan, Cernătoiu, Stere, Năstase, Dorobanțu, Mazilu, Chitimia, Serghie, Paraschiv ș.a. Cum era și normal, cu un lot foarte tânăr și valoros, în acel sezon, 1960 – 1961, CIL Târgu Jiu a defilat prin seria întâi, reușind să termine pe primul loc în clasament, fapt ce i-a dat dreptul să participe la barajul pentru promovarea în categoria «B» cu câștigătoarea seriei a doua, Dinamo Craiova. Barajul a fost pierdut la mare luptă, 2–3 la Craiova (după ce gorjenii conduceau la pauză cu 2–0) și 1–2 la Târgu Jiu, dar obiectivul de a avea o echipă de performanță n-a încetat niciodată să dispară!

### Fuziunea dintre «Flacăra-Unirea» și «CIL»
Conștienți că la echipele din Târgu Jiu există un potențial bun de jucători, conducătorii sportului din Gorj au decis o fuziune a marilor rivale, Flacăra-Unirea și CIL Târgu Jiu, care din vara lui august 1962, anul când se terminase și marea colectivizare a agriculturii, au pornit la drum sub o nouă denumire: Pandurii Târgu Jiu. Ca antrenor a fost numit Tudor Paraschiva, internațional «A», fost jucător la mai multe divizionare «A», printre care și Jiul Petroșani.
Între timp, printr-o hotărâre a Federației Române de Fotbal, pe lângă eșaloanele de categoria «A» și «B» s-a constituit și categoria «C», în scopul de a cuprinde la performanță cât mai multe regiuni. Pandurii, echipa nou constituită, a avut încă de la bun început un obiectiv clar și concis: promovarea imediată în divizia «C».

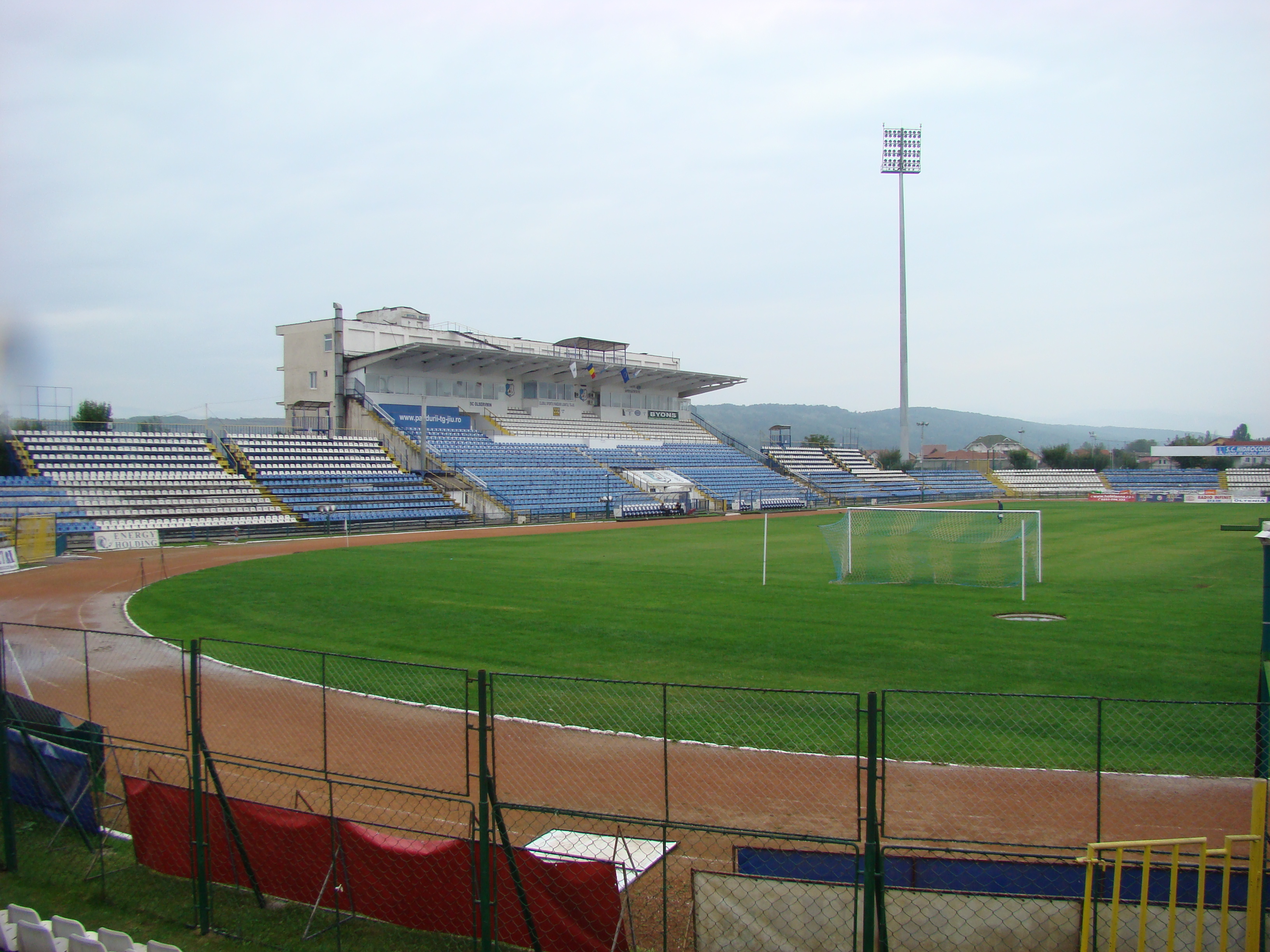
Stadionul Municipal din Tg. Jiu

În ziua de 30 iunie 1963 a fost mare sărbătoare la Târgu Jiu pentru că, după mai bine de zece ani, de când Constantin Geolgău și entuziaștii săi jucători aprinseseră scânteia fotbalului la noi, aveam, în sfârșit, din anul 1959, o nouă echipă în divizia «C», după Gorjul și Flacăra Târgu Jiu.
Lotul Pandurilor folosit de antrenorul emerit Tudor Paraschiva în sezonul 1962 – 1963 a fost următorul: Niculescu Doru(Cartof), Brumeanu, Moldovan – portari, Schipor, Grama, Coman, Cernătoiu, Lupulescu, Andronache, Barbu – fundași, Rizea, Drăgan, Stere, Năstase, Vâlceanu, Popescu - mijlocași, Vasilescu, Nelu Băloi, Dorobanțu, Paraschiv, Chițimia, Manole Băloi, viitorul cunoscut crainic sportiv, Gelepu Marcel, Chițu, Melinte, Naidin, Serghie, Predescu, Mazilu – atacanți.
Primul meci oficial disputat în divizia «C» a avut loc la 1 septembrie 1963, în compania Siderurgistului Hunedoara, Corvinul de mai târziu. Și de asta dată, buna pregătire a dat rezultatul scontat pentru că Pandurii și-au spulberat efectiv adversarul cu un sec 6–0 (2–0)! Au marcat: Chițu (12), Nelu Băloi (35), Melinte (53 și 80), Vasilescu (83 și 85).
În etapele ce-au urmat, a mers totul strună, astfel încât la sfârșitul turului, deși echipa era nou promovată, a reușit să fie prima în clasament.
Din 1963 până în 1967, anul decesului antrenorului emerit Tudor Paraschiva, echipa a avut un parcurs onorabil, aflându-se permanent printre fruntași în clasamentele finale.
În anul 1968, pentru o scurtă perioadă, formația a fost preluată de antrenorul Constantin Geolgău, antrenor care în același an a înființat în premieră la Târgu Jiu Centrul de copii și juniori. Dintre ei, mai târziu, au devenit componenți de bază ai Pandurilor, binecunoscuții Sergiu Găman, Doru Mihuț, Vasile Nanu, Sorca sau Mircea Hica.
Ca mai întotdeauna, și în această perioadă, toată suflarea fotbalistică gorjeană nu se mai mulțumea cu divizia «C», ci voia ceva mai mult: Pandurii, în divizia «B»! În vara lui 1972 se face fuziunea cu AS Gorjul, o altă divizionară «C» condusă de Vasile Nedelcu „Boskov”, aflată și ea în căutarea gloriei!
După alți doi ani de speranțe și de frământări, în vara lui 1975, Pandurii - Victoria face o nouă fuziune, de astă dată cu Cimentul, reprezentantă CLA Targu-Jiu, devenind Cimentul - Victoria Târgu-Jiu. La fel ca în anii precedenți, șansa nu este nici de astă dată în curtea noastră, pentru ca la sfârșitul sezonului 1975–1976, drumul spre divizia « B » este luat de către Minerul Lupeni, o echipă susținută puternic de minerii din Valea Jiului.
Din fericire, factorii responsabili ai județului nu dezarmează nici după acest greu moment și decid în primă instanță ca din toamna lui 1976, echipa să revină la vechea denumire de… Pandurii și să fie susținută pe mai departe de către Combinatul de Lianți și Azbociment Târgu-Jiu. Apoi, s-a adus un antrenor cu firmă în persoana lui Titus Ozon, marele vrăjitor al balonului rotund din anii 1950, de la Progresul București și Dinamo, care a dat credit „din prima” tinerilor Pițurcă, Hica, Nanu, Mladin, Zuica, Doru Mihuț, Sorca, Băluță, Plavicheanu, Paul, Bonculescu și altora, pentru îndeplinirea unei mai vechi dorințe arzătoare a târgujienilor: Pandurii, în divizia « B ». Lucru ce avea să se întâmple peste foarte puțină vreme…

### Sezonul 1976-1977: Pandurii intră în Divizia B
Cu o formație tânără și ambițioasă, având la timonă pe fostul mare internațional Titus Ozon, Pandurii au fost încă de la începutul campionatului favoriții ocupării locului întâi. Într-un final tensionat, după o luptă acerbă cu rivalii de la CSM Drobeta Turnu-Severin, s-a reușit promovarea pentru prima dată în divizia «B», un vis realizat după mai bine de 15 ani de așteptare a gorjenilor.
Totuși, parcă adevăratul vis a început să prindă contur în urma cu câțiva ani, când la insistențele lui Traian Predulescu, ing. Ion Vulpe a scos din mocirla fotbalul gorjean. Într-un moment în care Pandurii Târgu Jiu nici nu mai exista, Ion Vulpe împreună cu Mihai Stelescu și Traian Predulescu au reușit să pună bazele unui club competitiv. Departe de echipă nu a stat nici Bebe Tambu, care a reușit să schimbe imaginea acestui club. Un Gabi Zahiu, un Titi Balaci, un Huza, un Moroșanu, un Virgil Voinea, Litoiu, Lucian Malaele, Rodin Voinea sau Cătălin Trofin sunt nume care și-au pus amprenta în bine asupra fotbalului gorjean.

### Pandurii în Prima Divizie

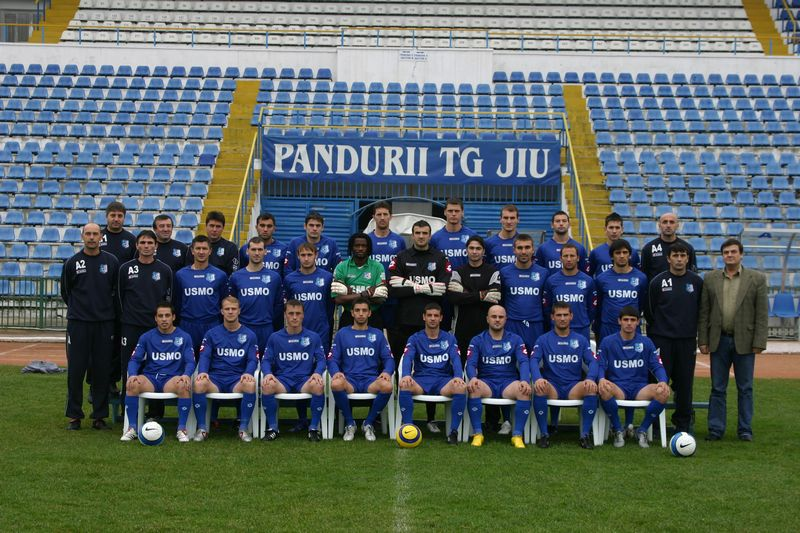
Pandurii Târgu-Jiu în noiembrie 2006

În sezonul 2005-2006, Pandurii Târgu Jiu a promovat din nou în prima ligă de fotbal din România și deși în primul sezon a ocupat penultimul loc, poziție retrogradabilă, echipa a fost salvată de o decizie a Federației Române de Fotbal care a retrogradat pe Sportul Studențesc din cauza problemelor financiare. În următoarea stagiune, Pandurii au făcut un salt calitativ, evitând retrogradarea și încheind pe poziția a 11-a, după ce la jumătatea competiției s-au clasat și pe locul opt.
Sezonul 2007-2008 a adus noi emoții la Târgu Jiu în ceea ce privește evitarea retrogradării. Aducerea ca antrenor a portughezului Joaquim Teixeira, alături de o serie de jucători din Portugalia și Spania, nu a avut rezultatul scontat și echipa a ajuns pe ultimul loc în clasament. Teixeira a fost înlocuit cu Eugen Neagoe care a reușit salvarea echipei, Pandurii încheind pe locul 12. La finalul sezonului 2009-2010, echipa gorjeană a ocupat din nou o poziție retrogradabilă, dar a rămas în Liga I după ce formația Internațional Curtea de Argeș a decis să se retragă din competiție din cauza problemelor financiare.
În 2010, Petre Grigoraș a fost adus ca antrenor și a început să colecteze jucători pentru a realiza evitarea retrogradării. Din 2011, însă, Pandurii au simțit o ușoară creștere în valoare, care i-a propulsat la finalul sezonului pe locul 7, acest lucru fiind cea mai mare performanță a gorjenilor în Liga I de până atunci. Performanțele nu s-au oprit la a șaptea poziție. Sezonul 2012-2013 a fost cel mai fructuos pentru Pandurii de la promovarea în Liga I încoace. Pandurii a reușit o performanță de 19 victorii, 6 egaluri și 9 înfrângeri din 34 de meciuri oficiale jucate și a devenit vice-campioana României, terminând pe poziția a doua, după Steaua București. Totodată, gorjenii s-au calificat pentru prima oară în Europa League. Aici au reușit încă de la debut să impresioneze și s-au calificat în grupele Europa League, după ce au învins-o cu 2-0 pe Sporting Braga în retur, după ce în tur, gorjenii au fost învinși cu 1-0.

## Jucători

### Lotul actual
La 18 februarie 2017.
| Nr. |         | Poziție | Jucător                                                    |
| --- | ------- | ------- | ---------------------------------------------------------- |
| 1   | România | P       | Laurențiu Popescu (împrumutat de la Universitatea Craiova) |
| 3   | Nigeria | F       | Samson Nwabueze (împrumutat de la Râmnicu Vâlcea)          |
| 4   | România | F       | Denis Brînzan                                              |
| 5   | România | F       | Cornel Ene                                                 |
| 6   | România | F       | Florin Ilie                                                |
| 7   | România | M       | Paul Păcurar                                               |
| 8   | România | M       | Ionuț Zaina                                                |
| 9   | România | A       | Daniel Mărgărit                                            |
| 10  | România | M       | Dragoș Firțulescu                                          |
| 12  | România | P       | Daniel Popescu                                             |
| 13  | România | A       | Paul Batin                                                 |
| 16  | România | F       | Cristian Sîrghi                                            |
| 17  | România | F       | Ciprian Negoiță                                            |
| 18  | România | M       | Bogdan Dănăricu                                            |
| 19  | România | F       | Răzvan Negrescu                                            |
| 20  | România | M       | Cătălin Hlistei                                            |

| Nr. |               | Poziție | Jucător                                      |
| --- | ------------- | ------- | -------------------------------------------- |
| 21  | Brazilia      | F       | Erico                                        |
| 22  | România       | M       | Marius Cioiu                                 |
| 23  | România       | A       | Sergiu Negruț                                |
| 24  | România       | F       | Sorin Bușu (împrumutat de la Râmnicu Vâlcea) |
| 25  | România       | M       | Daniel Stana                                 |
| 26  | România       | M       | Adelin Pîrcălabu                             |
| 27  | România       | M       | Yasin Hamed                                  |
| 28  | România       | A       | Ionuț Gruia                                  |
| 29  | Țările de Jos | F       | Jeffrey Ket                                  |
| 33  | România       | P       | Răzvan Stanca (Captain)                      |
| 52  | România       | F       | Ionuț Tătaru                                 |
| 70  | România       | M       | Olivian Surugiu                              |
| 77  | România       | M       | Rodemis Trifu                                |
| 84  | România       | A       | Ionuț Cioinac                                |
| 99  | România       | A       | Gabriel Dodoi                                |

### Pandurii II
La 2 octombrie 2016.
| Nr. |         | Poziție | Jucător           |
| --- | ------- | ------- | ----------------- |
| 1   | România | P       | Alexandru Oprița  |
| 3   | România | F       | Andrei David      |
| 4   | România | F       | Ionuț Trocan      |
| 5   | România | F       | Denis Brînzan     |
| 6   | România | M       | Laurențiu Tudor   |
| 7   | România | M       | Daniel Cojocaru   |
| 8   | România | M       | Roberto Dumitru   |
| 9   | România | M       | Daniel Pîrvulescu |
| 11  | România | A       | Gabriel Dodoi     |
| 12  | România | P       | Claudiu Manole    |
| 14  | România | F       | Gheorghe Tudoran  |
| 17  | România | A       | Ionuț Gruia       |

| Nr. |         | Poziție | Jucător         |
| --- | ------- | ------- | --------------- |
| 18  | România | M       | Amir Hemidi     |
| 20  | România | M       | Marius Cioiu    |
| 22  | România | F       | Mircea Miroiu   |
| 24  | România | M       | Alexandru Vodă  |
| 52  | România | M       | George Pirtea   |
| —   | România | F       | Alexandru Almic |
| —   | România | M       | Andrei Dragu    |
| —   | România | M       | Alexandru Dan   |
| —   | România | M       | Andrei Șendroiu |
| —   | România | A       | Silviu Pruteanu |
| —   | România | A       | Daniel Cocină   |

## Palmares
Liga I
- Vicecampioană (1): 2012-13

Liga II
- Campioană (1): 2004-05

UEFA Europa League
-  Faza Grupelor (1): 2014

## Pandurii în cupele europene
| 2013-2014 - Europa League |     |                    |
| Turul 2                   |     |                    |
| Levadia Tallin            | 0-0 | Pandurii Târgu Jiu |
| Pandurii Târgu Jiu        | 4-0 | Levadia Tallin     |
| Turul 3                   |     |                    |
| Pandurii Târgu Jiu        | 1-1 | Hapoel Tel Aviv    |
| Hapoel Tel Aviv           | 1-2 | Pandurii Târgu Jiu |
| Play-off                  |     |                    |
| Pandurii Târgu Jiu        | 0-1 | Sporting Braga     |
| Sporting Braga            | 0-2 | Pandurii Târgu Jiu |
| Faza grupelor             |     |                    |
| Pandurii Târgu Jiu        | 0-1 | Dnipro             |
| Pacos de Ferreira         | 1-1 | Pandurii Târgu Jiu |
| Fiorentina                | 3-0 | Pandurii Târgu Jiu |
| Pandurii Târgu Jiu        | 1-2 | Fiorentina         |
| Dnipro                    | 4-1 | Pandurii Târgu Jiu |
| Pandurii Târgu Jiu        | 0-0 | Pacos de Ferreira  |
| 2016-2017 - Europa League |     |                    |
| Turul 3                   |     |                    |
| Pandurii Târgu Jiu        | 1-3 | Maccabi Tel Aviv   |
| Maccabi Tel Aviv          | 2-1 | Pandurii Târgu Jiu |

### Bilanț general
UEFA Europa League:
| Apariții | Jucate | Victorie | Egal | Înfrângere | GM | GP |
| -------- | ------ | -------- | ---- | ---------- | -- | -- |
| 2        | 14     | 3        | 4    | 7          | 14 | 19 |

## Jucători importanți
Portari
| - Robert Bălăeț - Tiberiu Lung - Adnan Gušo - Ibrahim Dossey |  | - João Pedro Mingote - Răzvan Stanca - Marius Popa |

Fundași
| - Doru Mihuț - Liviu Ciobotariu - Cătălin Trofin - Adrian Bogoi |  | - Cornel Buta - Florin Popete - Constant Djakpa - Carlos Cardoso |  | - Alin Chibulcutean - Novak Martinović - Vlad Chiricheș |

Mijlocași
| - Teodor Țarălungă - Ilie Balaci - Dorian Gugu - Romulus Buia - Iulian Ștefan |  | - Robert Vancea - Vojislav Vranjković - Ilie Iordache - Adrian Popescu - Florin Stângă |  | - Ciprian Vasilache - Ionuț Luțu - Alexandru Păcurar - Mihai Pintilii |

Atacanți
| - Victor Pițurcă - Rodin Voinea - Sorin Vintilescu - Alexandru Pițurcă |  | - Ibón Pérez Arrieta - Milanko Rašković - Cosmin Tilincă - Deivydas Matulevičius |

## Antrenor principal
- Antrenor principal:  Petre Grigoraș
- Antrenor secund:  Marian Dinu
- Antrenor secund: Dorian Gugu
- Antrenor cu portarii:  Dan Moței
- Medic:  Dragoș Sorop
- Preparator fizic:  Gheorghe Avram
- Maseur:  Eugen Cățelu
- Maseur:  Paul Ungureanu
- Asistent medical:  Florin Rasoveanu

## Suporteri celebri
- Cătălin Măruță
- Florin-Catalin Nanu
- Alexandru-Constantin Necsoiu